# Uddmanska huset

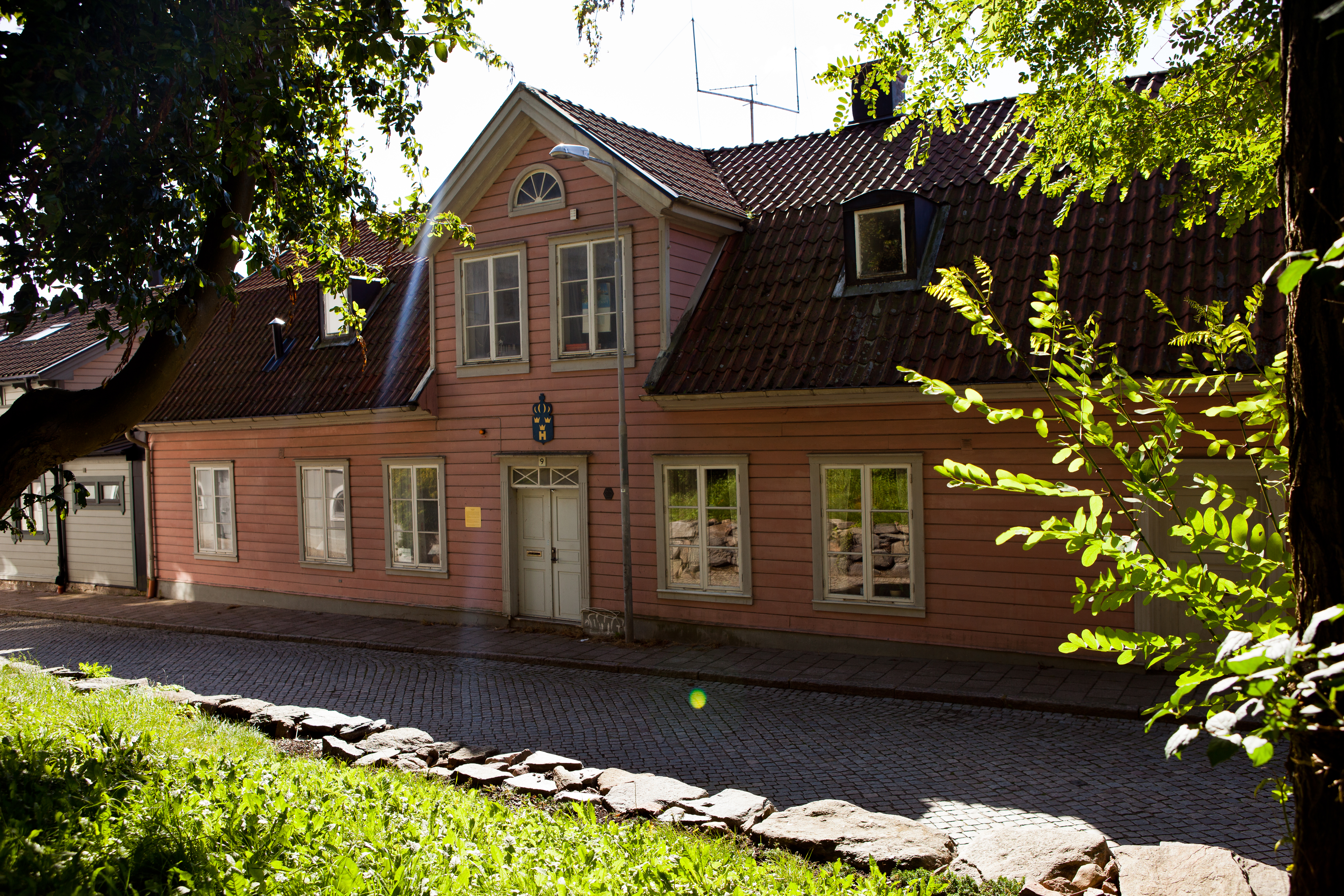
Framsidan av Uddmanska huset mot Västra Gatan 9.

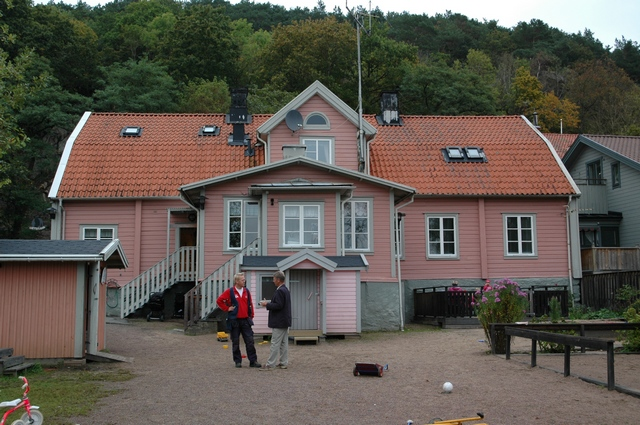
Uddmanska husets gårdsplan mot Strandgatan.

Uddmanska huset ligger i kvarteret Rådhuset 3 på Västra Gatan 9 i Kungälv. Byggnaden är uppkallad efter släkten Uddman, vilken under lång tid ägde och bodde i huset. Byggnaderna är troligen uppförda vid 1700-talets slut. Huset blev byggnadsminne den 30 mars 1981.

## Historik
Fasaderna har liggande panel och är målade i en mörkrosa kulör, fönsteromfattningar, gavlar och dörrar är ljusgrå och fönstren är vitmålade. Huvudentrén vid gatan består av en dubbeldörr med överljus. Av värderingshandlingar från 1828 framgår att bottenvåningen upptog fyra rum och en handelsbod. Denna planlösning är oförändrad än idag. Ägare var då prosten Gustaf Lorentz Sivertsson,
som hade varit skolkamrat med skalden Thorild. Båda gick på Trivialskolan i staden och senare i Thorildska huset, som då var skola. Under 1800-talet ägdes fastigheten av Christian Uddman, död 1873. Fram till år 1924 var Amalia Uddman husets ägare. Från 1928 till 1940-talet var huset pensionat med två resanderum – "a smal hotel", som drevs av systrarna Anna och Asta Andersson.

## Lise Meitners besök
Under vintern 1938 var fysikforskaren Lise Meitner på besök i Kungälv för att träffa väninnan Eva von Bahr-Bergius. Meitner bodde under besöket på pensionatet i Uddmanska huset. Den tyske kemisten Otto Hahn skrev i ett brev till Lise Meitner att han inte förstod hur han skulle tolka sina forskningsresultat. Problematiken i brevet från Otto Hahn sysselsatte Lise Meitner och hennes systerson Otto Frisch under vistelsen i Kungälv. Tillsammans med Hahn hade hon sedan 1920-talet utfört experiment med radioaktivitet i försöken på fission, alltså kärnklyvning. För upptäckten av fission fick Otto Hahn Nobelpriset i kemi 1944. Att Lise Meitner inte delade priset med honom, anses vara ett av Nobelkommitténs stora misstag.

## Beskrivning
Huvudbyggnaden ingår som en del av den äldre trähusbebyggelse utmed Västra Gatan och vänder sin entré mot gatan. Den tillhörande gårdsplanen används som lekplats för förskolebarnen. För förskoleverksamheten finns en lekstuga, sandlåda och förråd. Gården är grusad och i den södra delen finns det en liten gräsmatta. Numera har Hemvärnet och Lottakåren i Kungälv sina lokaler här. Uddmanska husets 1700-tals karaktär är väl bevarad. Det är en god representant för den äldre trähusbebyggelsen och ett viktigt inslag i miljön kring Västra Gatan.